# Rhabdomastix laneana
Rhabdomastix laneana är en tvåvingeart som beskrevs av Alexander 1979. Rhabdomastix laneana ingår i släktet Rhabdomastix och familjen småharkrankar. Inga underarter finns listade i Catalogue of Life.